# Command & Conquer: Red Alert 2 - Yuri's Revenge
Command & Conquer: Red Alert 2 - Yuri's Revenge is een uitbreidingspakket voor het real-time strategy-computerspel Command & Conquer: Red Alert 2. Het is ontwikkeld door Westwood Studios en uitgegeven door EA Games in oktober 2001.

## Verhaallijn
Deze uitbreiding speelt zich af direct na de gebeurtenissen in Red Alert 2: de geallieerden vieren hun overwinning over de Sovjets. Personage Yuri blijkt zijn eigen leger gevormd te hebben dat veelvuldig gebruikmaakt van telepathische krachten en genetische manipulatie. Hij heeft een netwerk van zogeheten Psychic Dominators over de gehele aarde geplaatst waarmee hij de wereld in zijn macht wil krijgen. Zodra het netwerk wordt geactiveerd zullen alle mensen zijn bevelen opvolgen. Op het laatste moment slaagt een luchtaanval, in opdracht van de president van de Verenigde Staten (Michael Dugan), erin om een nucleaire reactor te vernietigen zodat het militaire hoofdkwartier van de Verenigde Staten niet in Yuri's handen valt.

## Ontvangst
| Beoordeeld door              | Datum           | Score |
| ---------------------------- | --------------- | ----- |
| Game Informer Magazine       | december 2001   | 92%   |
| Netjak                       | 3 juli 2002     | 91%   |
| Christ Centered Game Reviews | 1 juni 2005     | 90%   |
| GameSpy                      | 27 oktober 2001 | 90%   |
| Game Informer Magazine       | december 2001   | 88%   |
| PC Gameplay (Benelux)        | november 2001   | 86%   |
| GameSpot                     | 10 oktober 2001 | 85%   |
| PC Zone Benelux              | december 2001   | 80%   |
| Gamesmania                   | 25 oktober 2001 | 73%   |
| Super Play                   | november 2001   | 60%   |